# Sanna Nymalm
Sanna Nymalm, född 1972, är en finländsk orienterare som tog VM-silver i stafett 1999.